# Fritz Dobler
Fritz Dobler (Singen, 24 juni 1927) is een Duitse componist en accordeonist.

## Biografie
Reeds op achtjarige leeftijd was hij gekend omwille van zijn snelle vingers en zijn repertoire op de diatonische accordeon. Op zijn vijftiende studeerde hij "nieuwe muziek voor accordeon" aan de toenmalige "stedelijke muziekschool van Trossingen" waar hij onder andere les kreeg van Franz Krieg en professor Hugo Herrmann.  Zijn eindexamen legde hij af in 1944.
In 1947 werd hij de eerste "Gegradueerde in de kunstrichting voor accordeon".  Twee maanden later ging hij aan de slag als leraar voor accordeon, improvisatie, toonzetting en dirigent aan de "stedelijke muziekschool van Trossingen".
In 1949 krijgt hij de titel van "Duitse meester in de accordeon".  In 1954 kreeg hij in Stuttgart de titel van "wereldmeester". In 1958 startte hij aan de "Hogeschool voor muziek Stuttgart" een opleiding tot kapelmeester die hij in 1963 met succes beëindigde. In 1971 werd hij "muziekdirecteur" van de Stedelijke Muziekschool in Singen.
In 1989 ontving hij de prijs "Verdienstkreuz am Bande des Verdienstordens der Bundesrepublik".

## Enkele werken
Hieronder een overzicht van enkele van zijn beroemdste werken:
- Slawische Skizze
- Romanze
- Werziade I
- Divertimento
- Introduction und Toccata
- Werziade IV
- Keniade

- Gemeinsame Normdatei: 134360028
- International Standard Name Identifier: 0000 0000 5690 6830
- Nederlandse Thesaurus van Auteursnamen: 111866618
- Virtual International Authority File: 79590976
- WorldCat: E39PBJp9rr9VYPvpkg77hQtBT3